# Marco Emilio Lepido (console 126 a.C.)
Marco Emilio Lepido  (in latino Marcus Aemilius Lepidus; fl. II secolo a.C.) è stato un politico romano.

## Biografia
Probabilmente fu il fratello minore di Marco Emilio Lepido Porcina, anche se per gli storici è difficile spiegare perché ebbero lo stesso prenomen.
Fu eletto console nel 126 a.C. con Lucio Aurelio Oreste .
Fece costruire la Via Aemilia, una diramazione della Via Appia nel Sannio irpino.